# Canton d'Argenton-sur-Creuse
Le canton d'Argenton-sur-Creuse est une circonscription électorale française située dans le département de l'Indre, en région Centre-Val de Loire.
À la suite du redécoupage cantonal de 2014, les limites territoriales du canton sont remaniées. Le nombre de communes du canton passe de 11 à 20.

## Histoire
Le canton fut créé le 15 février 1790, sous le nom d' « Argenton ». En 1801,, une modification est intervenue. Ce n'est qu'en 1958, que le canton fut renommé « Argenton-sur-Creuse ».
Le décret du 18 février 2014, divise par deux le nombre de cantons dans l'Indre. La mise en application a été effective aux élections départementales de mars 2015.
Le canton d'Argenton-sur-Creuse est conservé et s'agrandit grâce à la fusion avec le canton d'Éguzon-Chantôme. Il passe de 11 à 20 communes. Le bureau centralisateur est situé à Argenton-sur-Creuse.
Lors de ce même décret, la commune de Velles dépendait avant du canton d'Ardentes, elle est a présente rattaché à celui d'Argenton-sur-Creuse.

## Géographie
Ce canton est organisé autour de la commune d'Argenton-sur-Creuse. Il est inclus dans les arrondissements de Châteauroux (12 communes) et de La Châtre (8 communes), et se situe du centre au sud du département.
Son altitude varie de 93 m (Chasseneuil) à 319 m (Éguzon-Chantôme).
Le canton dépend de la deuxième circonscription législative de l'Indre.

## Représentation

### Conseillers généraux de 1833 à 2015
| Période                                  | Période        | Identité                                                                    | Étiquette    | Qualité |
| ---------------------------------------- | -------------- | --------------------------------------------------------------------------- | ------------ | --- |
| 1833                                     | 1842           | Jean-Baptiste Rostain                                                       | ?            | Maire d'Argenton-sur-Creuse (1830-1838) |
| 1842                                     | 1848           | Cyprien Duhail                                                              | ?            | Maire d'Argenton-sur-Creuse (1838-1848) Conseiller d'arrondissement |
| 1848                                     | 1855           | Joseph Alexandre Huard du Plessis                                           | ?            | Ancien notaire à Argenton-sur-Creuse |
| 1855                                     | 1871           | René Aurélien Couté de Paumulle du Cluzeau, Comte des Morandais (1809-1882) | ?            | Docteur en droit et en médecine Propriétaire au Pêchereau |
| 1871                                     | 1882,          | Charles Grand'homme                                                         | Républicain  | Maire d'Argenton-sur-Creuse (1869-1880) |
| 1882                                     | 1895           | Georges Jouslin de Pisseloup de Noray                                       | Droite       | Maire de Tendu |
| 1895                                     | 1895           | André Jouslin de Pisseloup de Noray (1839-1914)                             | Droite       | Maire de Tendu Licencié en droit |
| 1895                                     | 1901           | Charles Muret                                                               | Républicain  | Docteur en médecine à Argenton-sur-Creuse, conseiller d'arrondissement |
| 1901                                     | 1922           | Joseph Jean-Baptiste Labruère                                               | Droite-RG    | Président du conseil général de l'Indre (1906-?) Conseiller municipal d'Argenton-sur-Creuse Notaire Avocat |
| 1922                                     | 1940           | Fernand Gautier                                                             | Radical      | Sénateur de l'Indre (1933-1941) Industriel |
|                                          |                |                                                                             |              | |
| 1942                                     | 1945           | Alphonse Giraud                                                             |              | Maire d'Argenton-sur-Creuse (1938-1944) Conseiller départemental en 1942 |
|                                          |                |                                                                             |              | |
| 1945                                     | 1949           | René Ferrand                                                                | SFIO         | Maire d'Argenton-sur-Creuse (1945-1947) |
| 1949                                     | 1959           | Joseph Dupuis                                                               | DVG puis MRP | Maire d'Argenton-sur-Creuse (1944 et 1947-1959) |
| 6 décembre 1959                          | septembre 1973 | Jean Frappat (1914-2008)                                                    | Radical      | Maire d'Argenton-sur-Creuse (1959-1983) Vétérinaire |
| septembre 1973                           | mars 1982      | René Touzet                                                                 | MRG puis UDF | Sénateur de l'Indre (1971-1982) Maire de Chasseneuil (1953-1982) Directeur de sociétés |
| 1983                                     | mars 1998      | André Advenier                                                              | UDF          | Conseiller régional du Centre (1998-2004) Maire d'Argenton-sur-Creuse (1983-1995) Vétérinaire |
| mars 1998                                | mars 2004      | Michel Sapin                                                                | PS           | Conseiller de tribunal administratif Membre du gouvernement (1991-1993, 2000-2002 et depuis 2012) Député de l'Indre (1981-1986, 2007-2012)) Président de la communauté de communes du Pays d'Argenton-sur-Creuse depuis 1988 Conseiller municipal de Nanterre (1989-1995) Député des Hauts-de-Seine (1986-1991) Maire d'Argenton-sur-Creuse (1995-2001, 2002-2004 et 2007-2012) |
| mars 2004                                | novembre 2012  | Jean Roy,                                                                   | DVD          | Maire de Saint-Marcel Médecin généraliste |
| novembre 2012                            | mars 2015      | Martine Vert                                                                | DVD          | Conseillère municipale du Pêchereau Infirmière |
| Les données manquantes sont à compléter. |                |                                                                             |              | |

### Conseillers d'arrondissement (de 1833 à 1940)
| Période                                  | Période | Identité                          | Étiquette   | Qualité |
| ---------------------------------------- | ------- | --------------------------------- | ----------- | --- |
| 1833                                     | 1836    | M. Rollinat-Laveau                |             | Propriétaire à Argenton-sur-Creuse                                                                          |
| 1836                                     | 1839    | Jean Baptiste Delagarde           |             | Maire de Celon                                                                                              |
| 1839                                     | 1842    | Cyprien Duhail                    |             | Maire d'Argenton-sur-Creuse                                                                                 |
| 1842                                     | 1848    | Jean Mercier-Génetoux (1797-1866) |             | Notaire et ornithologue à Argenton-sur-Creuse                                                               |
|                                          |         |                                   |             | |
| av.1884                                  |         | Pierre Berthon                    |             | Suppléant du juge de paix                                                                                   |
| av.1886                                  |         | Ernest-Ovide Gabillon (1814-1893) |             | Adjoint au maire d'Argenton-sur-Creuse, notaire                                                             |
|                                          |         |                                   |             | |
|                                          | 1895    | Charles Muret                     | Républicain | Docteur en médecine à Argenton-sur-Creuse                                                                   |
| 1895                                     |         | Jean dit Honoré Barde             | Radical     | Coiffeur, maire d'Argenton-sur-Creuse (1895-1908)                                                           |
| 1940                                     |         |                                   |             | Les conseils d'arrondissement ont été suspendus par la loi du 12 octobre 1940 et n'ont jamais été réactivés |
| Les données manquantes sont à compléter. |         |                                   |             | |

### Conseillers départementaux à partir de 2015
| Période élective | Période élective | Mandat | Mandat   | Identité                    | Nuance | Nuance | Qualité |
| ---------------- | ---------------- | ------ | -------- | --------------------------- | ------ | ------ | --- |
| 2015             | 2021             | 2015   | 2021     | Jean-Claude Blin            |        | PS     | Maire d'Éguzon-Chantôme (1989-2020) Ancien conseiller général du canton d'Éguzon-Chantôme Retraité           |
| 2015             | 2021             | 2015   | 2021     | Jocelyne Giraud             |        | PS     | Professeure des écoles retraitée Première adjointe au maire du Pont-Chrétien-Chabenet (jusqu'en 2020)        |
| 2021             | 2028             | 2021   | en cours | François Avisseau           |        | DVG    | Professeur agrégé d'histoire à l'Université de Limoges, maire délégué de Chantôme, adjoint au maire d'Éguzon |
| 2021             | 2028             | 2021   | en cours | Anne-Claude Moisan-Lefebvre |        | EELV   | Chargée de mission systèmes agricoles et alimentaires territoriaux, Le Pêchereau                             |

### Résultats électoraux

#### Cantonales de 2004
Élections cantonales de 2004 : Jean Roy (Divers) est élu au 2e tour avec 54,44 % des suffrages exprimés, devant Michel Quinet (PRG) (45,56 %). Le taux de participation est de 76,32 % (7 511 votants sur 9 842 inscrits).

#### Cantonales de 2011
Élections cantonales de 2011 : Jean Roy (Divers droite) est élu au 2e tour avec 57,25 % des suffrages exprimés, devant Michel Quinet (PRG) (42,75 %). Le taux de participation est de 54,89 % (5 388 votants sur 9 816 inscrits).

#### Départementales de 2015
À l'issue du 1er tour des élections départementales de 2015, trois binômes sont en ballotage : Jean-Claude Blin et Jocelyne Giraud (PS, 33,59 %), Ludovic Livernette et Martine Vert (Union de la Droite, 32,08 %) et Bernard Demorat et Marie-Laure Petit (FN, 23,2 %). Le taux de participation est de 57,02 % (7 964 votants sur 13 968 inscrits) contre 53,14 % au niveau départemental et 50,17 % au niveau national.
Au second tour, Jean-Claude Blin et Jocelyne Giraud (PS) sont élus avec 45,34 % des suffrages exprimés et un taux de participation de 59,38 % (3 568 voix pour 8 296 votants et 13 970 inscrits).

#### Départementales de juin 2021
Le premier tour des élections départementales de 2021 est marqué par un très faible taux de participation (33,26 % au niveau national). Dans le canton d'Argenton-sur-Creuse, ce taux de participation est de 38,42 % (5 149 votants sur 13 403 inscrits) contre 35,86 % au niveau départemental. À l'issue de ce premier tour, deux binômes sont en ballotage : François Avisseau et Anne-Claude Moisan-Lefebvre (Union à gauche avec des écologistes, 44,44 %) et Alain Bossard et Laurence Rolland (DVD , 32,65 %).

## Composition

### Composition avant 2015

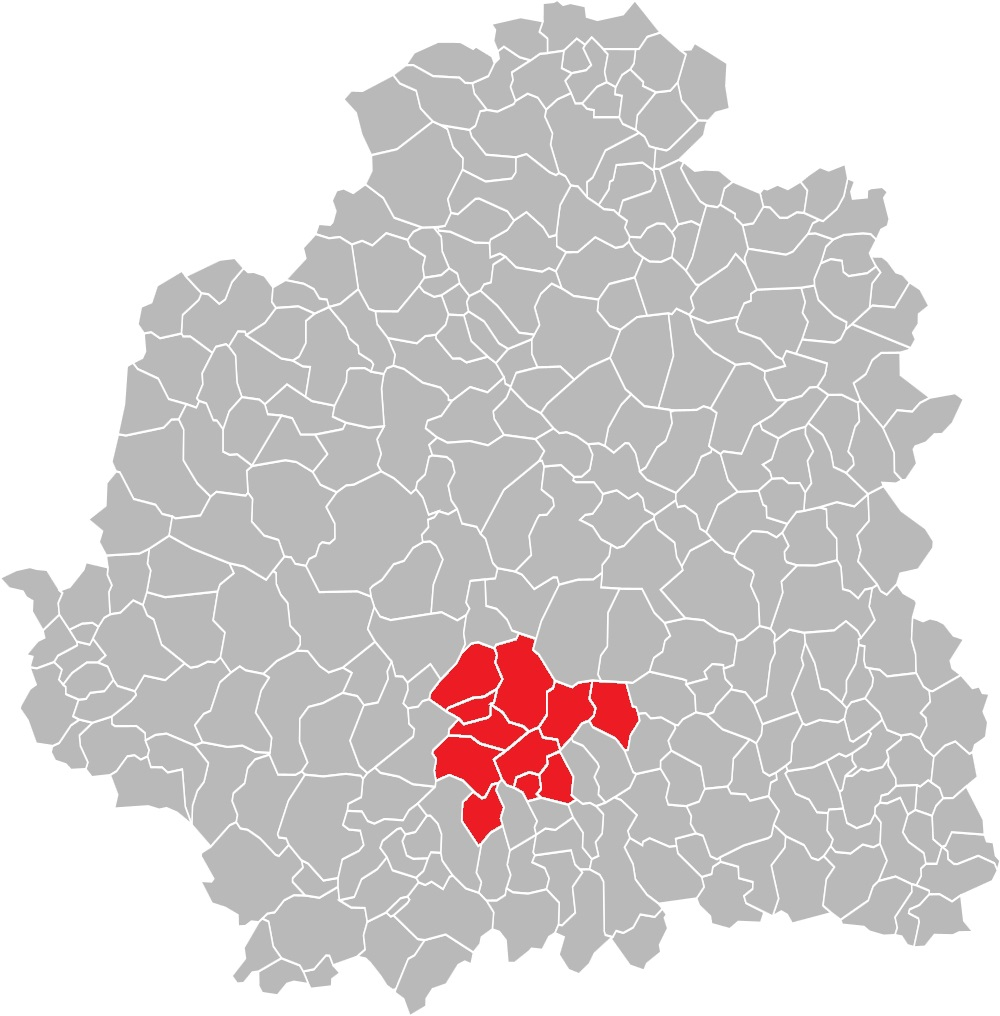
Situation du canton d'Argenton-sur-Creuse, dans le département de l'Indre, de 1790 à mars 2015.

Le canton d'Argenton-sur-Creuse, d'une superficie de 235,27 km2, était composé de onze communes.
| Nom                             | Code Insee | Codepostal | Superficie (km2) | Population (dernière pop. légale) | Densité (hab./km2) |
| ------------------------------- | ---------- | ---------- | ---------------- | --------------------------------- | ------------------ |
| Argenton-sur-Creuse (chef-lieu) | 36006      | 36200      | 29,34            | 5 021 (2012)                      | 171                |
| Bouesse                         | 36022      | 36200      | 24,19            | 372 (2012)                        | 15                 |
| Celon                           | 36033      | 36200      | 17,04            | 402 (2012)                        | 24                 |
| Chasseneuil                     | 36042      | 36800      | 29,85            | 684 (2012)                        | 23                 |
| Chavin                          | 36048      | 36200      | 14,01            | 278 (2012)                        | 20                 |
| Le Menoux                       | 36117      | 36200      | 5,58             | 444 (2012)                        | 80                 |
| Mosnay                          | 36131      | 36200      | 25,28            | 482 (2012)                        | 19                 |
| Le Pêchereau                    | 36154      | 36200      | 20,94            | 1 892 (2012)                      | 90                 |
| Le Pont-Chrétien-Chabenet       | 36161      | 36800      | 9,03             | 928 (2012)                        | 103                |
| Saint-Marcel                    | 36200      | 36200      | 17,84            | 1 572 (2012)                      | 88                 |
| Tendu                           | 36219      | 36200      | 42,17            | 631 (2012)                        | 15                 |

### Composition après 2015
Le canton d'Argenton-sur-Creuse, d'une superficie de 443,18 km2, est composé de vingt communes.
| Nom                                         | Code Insee | Intercommunalité                           | Superficie (km2) | Population (dernière pop. légale) | Densité (hab./km2) | Modifier                                    |
| ------------------------------------------- | ---------- | ------------------------------------------ | ---------------- | --------------------------------- | ------------------ | ------------------------------------------- |
| Argenton-sur-Creuse (bureau centralisateur) | 36006      | CC Éguzon - Argenton - Vallée de la Creuse | 29,34            | 4 817 (2022)                      | 164                | modifier les données · modifier les données |
| Badecon-le-Pin                              | 36158      | CC Éguzon - Argenton - Vallée de la Creuse | 9,88             | 761 (2022)                        | 77                 | modifier les données · modifier les données |
| Baraize                                     | 36012      | CC Éguzon - Argenton - Vallée de la Creuse | 16,39            | 357 (2022)                        | 22                 | modifier les données · modifier les données |
| Bazaiges                                    | 36014      | CC Éguzon - Argenton - Vallée de la Creuse | 18,37            | 213 (2022)                        | 12                 | modifier les données · modifier les données |
| Bouesse                                     | 36022      | CC Éguzon - Argenton - Vallée de la Creuse | 24,19            | 388 (2022)                        | 16                 | modifier les données · modifier les données |
| Ceaulmont                                   | 36032      | CC Éguzon - Argenton - Vallée de la Creuse | 17,38            | 673 (2022)                        | 39                 | modifier les données · modifier les données |
| Celon                                       | 36033      | CC Éguzon - Argenton - Vallée de la Creuse | 17,04            | 383 (2022)                        | 22                 | modifier les données · modifier les données |
| Chasseneuil                                 | 36042      | CC Éguzon - Argenton - Vallée de la Creuse | 29,85            | 710 (2022)                        | 24                 | modifier les données · modifier les données |
| Chavin                                      | 36048      | CC Éguzon - Argenton - Vallée de la Creuse | 14,01            | 270 (2022)                        | 19                 | modifier les données · modifier les données |
| Cuzion                                      | 36062      | CC Éguzon - Argenton - Vallée de la Creuse | 18,45            | 474 (2022)                        | 26                 | modifier les données · modifier les données |
| Éguzon-Chantôme                             | 36070      | CC Éguzon - Argenton - Vallée de la Creuse | 36,44            | 1 314 (2022)                      | 36                 | modifier les données · modifier les données |
| Gargilesse-Dampierre                        | 36081      | CC Éguzon - Argenton - Vallée de la Creuse | 15,72            | 267 (2022)                        | 17                 | modifier les données · modifier les données |
| Le Menoux                                   | 36117      | CC Éguzon - Argenton - Vallée de la Creuse | 5,58             | 412 (2022)                        | 74                 | modifier les données · modifier les données |
| Mosnay                                      | 36131      | CC Éguzon - Argenton - Vallée de la Creuse | 25,28            | 463 (2022)                        | 18                 | modifier les données · modifier les données |
| Le Pêchereau                                | 36154      | CC Éguzon - Argenton - Vallée de la Creuse | 20,94            | 1 781 (2022)                      | 85                 | modifier les données · modifier les données |
| Pommiers                                    | 36160      | CC Éguzon - Argenton - Vallée de la Creuse | 12,19            | 228 (2022)                        | 19                 | modifier les données · modifier les données |
| Le Pont-Chrétien-Chabenet                   | 36161      | CC Éguzon - Argenton - Vallée de la Creuse | 9,03             | 934 (2022)                        | 103                | modifier les données · modifier les données |
| Saint-Marcel                                | 36200      | CC Éguzon - Argenton - Vallée de la Creuse | 17,84            | 1 510 (2022)                      | 85                 | modifier les données · modifier les données |
| Tendu                                       | 36219      | CC Éguzon - Argenton - Vallée de la Creuse | 42,17            | 654 (2022)                        | 16                 | modifier les données · modifier les données |
| Velles                                      | 36231      | CC Éguzon - Argenton - Vallée de la Creuse | 63,09            | 979 (2022)                        | 16                 | modifier les données · modifier les données |
| Canton d'Argenton-sur-Creuse                | 3602       |                                            | 443,18           | 17 588 (2022)                     | 40                 | modifier les données                        |

## Démographie

### Démographie avant 2015
| 1962   | 1968   | 1975   | 1982   | 1990   | 1999   | 2006   | 2011   | 2012   |
| ------ | ------ | ------ | ------ | ------ | ------ | ------ | ------ | ------ |
| 13 583 | 13 397 | 13 158 | 13 154 | 12 613 | 12 562 | 12 904 | 12 768 | 12 706 |

### Démographie depuis 2015
En 2022, le canton comptait 17 588 habitants, en évolution de −2,59 % par rapport à 2016 (Indre : −3 %, France hors Mayotte : +2,11 %).
| 2013   | 2018   | 2022   |
| ------ | ------ | ------ |
| 18 202 | 17 873 | 17 588 |